# Franz Adrian von Virmont
Franz Adrian Freiherr von Viermund (ab 1706 Graf von Virmont) (* 27. Februar 1696 in Herten; † 1. Oktober 1716 bei Temesvár) war ein kaiserlicher Offizier in den Türkenkriegen und Angehöriger des Adelsgeschlechtes Virmond-Neersen.
Er wurde 1696 auf Schloss Herten als erster und einziger Sohn des Sohn des kaiserlichen Generals und Diplomaten Damian Hugo von Virmont (1666–1722), Herr zu Brück und Nesselrode, und dessen erster Gattin Johanna Petronella von Nesselrode (1670–1698), Tochter des Grafen Franz von Nesselrode-Reichenstein (1635–1707), geboren.
Aufgrund der Verdienste seines Vaters wurde seine Familie am 8. September 1706 von Kaiser Joseph I. in den Reichsgrafenstand erhoben und der Familienname dabei, dem Modegeschmack der Zeit folgend, ins französifizierte „von Virmont“ geändert.
Er sollte zunächst eine kirchliche Laufbahn einschlagen und erhielt 1713 eine Präbende am Hildesheimer Dom. Wie sein Vater trat er aber als Offizier in kaiserliche Dienste. Er kämpfte im venezianisch-österreichischen Türkenkrieg und fiel 1716 im Alter von 20 Jahren beim siegreichen Sturmangriff auf die osmanische Festung Temesvár. Er blieb unverheiratet und kinderlos.